# New Legend of Madame White Snake (série 1992)
New Legend of Madame White Snake (chinês :新白娘子傳奇) foi uma série de TV de 1992 estrelada por Angie Chiu e Cecilia Yip. Exibida pela primeira vez na Taiwan Television em 1992, a série foi transmitida pela China Central Television em 1993, tornando-se um grande sucesso. Permaneceu popular por mais de 20 anos, sendo uma das séries mais reproduzidas em 2016. É baseada na lenda da Serpente Branca, do folclore chinês.

## Sinopse
Depois de centenas, talvez milhares, de anos de um disciplinado treinamento em taoísmo enquanto vivia em uma caverna no Monte Emei, a protagonista Bai Suzhen, com a ajuda de uma pílula da imortalidade celestial, metamorfoseou-se de sua forma original de serpente para a forma de uma humana para buscar a imortalidade no mundo humano, em sua busca pela divindade, guiada pela Deusa da Misericórdia, Guan Yin.
Bai Suzhen então conhece e domina em um único combate quem tentou raptá-la. Esta então se transforma em uma forma feminina e se torna sua parceira de campo. Ela se chama Xiao Qing ("Pequena Verde") e, como Bai, era originalmente uma serpente.
No passado, Bai foi salva de ser morta por um jovem vaqueiro que ela sabe apenas ter sido seu benfeitor, sendo a intenção de retribuí-lo um dos motivos que a fizeram vir até o mundo dos humanos. Guan Yin havia lhe dito que encontraria um homem elevado no Dia da limpeza dos túmulos, no Lago do Oeste. Se "elevado" era em sentido literal ou metafórico, era incerto. Bai e Xiao Qing procuram juntas por este benfeitor. Bai o encontra e é amor à primeira vista. Eles se encontram na Ponte Quebrada no Dia da limpeza dos túmulos,. Hanwen está lá para visitar o túmulo de seus pais falecidos. Nesta vida, Hanwen trabalha em uma farmácia e estuda medicina. Como Hanwen salvou Bai em sua vida anterior, quando ela era uma cobra, ela deseja retribuí-lo. Os dois se apaixonam, se casam, têm um filho e são perseguidos por um fanático religioso, Fa Hai.
Fa Hai acredita que um demônio é sempre um demônio e nunca poderá se tornar verdadeiramente bom, não pertencendo ao mundo dos humanos, seguindo assim uma perseguição obstinada. Bai tem um filho com Hanwen após o casamento. Para salvar aquela criança, ela concorda em ser presa no Pagode Leifeng (que literalmente significa torre de vento trovejante), um símbolo da tumba.

## Produção
A série é apresentada no estilo ópera Huangmei. Este formato de ópera se origina com mulheres cantando durante a colheita de chá. É uma ópera de formato popular, não para as elites. Isso pode explicar o papel do gênero na encenação da lenda, onde os personagens centrais são vividos todos por mulheres. A lenda certamente traça o desenvolvimento e os conflitos dentro da teologia chinesa, desde os cultos primitivos das cobras até o taoismo e o budismo.
De qualquer maneira, a lenda da serpente branca apela à compaixão para com aqueles que buscam o autoaperfeiçoamento e estimula todos ao autoaperfeiçoamento. Pode ser comparada à Odisséia de Homero, pois a lenda tem muitos subenredos e foi contada e recontada.

## Elenco
| Ator         | Papel                  | Ref.        |
| ------------ | ---------------------- | ----------- |
| Angie Chiu   | Bai Suzhen Hu Meiniang | [ 3 ]       |
| Cecilia Yip  | Xu Xian Xu Shi Lin     | [ 4 ]       |
| Maggie Chan  | Xiao Qing (Qing'er)    | [ 3 ] [ 4 ] |
| Liao Wei Kai | Jovem Xu Shi Lin       |             |
| Chien Te-men | Fa Hai                 |             |
| Jiang Ming   | Li Gong Fu             |             |
| Yin Bao Lian | Xu Jiao Rong           |             |
| Xia Guang Li | Li Bi Lian             |             |
| Su Yu Xuan   | Jovem Li Bi Lian       |             |
| Shi Nai Wen  | Qi Bao Shan            |             |